# روث براون (أمينة مكتبة)
روث براون (بالإنجليزية: Ruth Brown)‏ هي أمينة مكتبة أمريكية، ولدت في 26 يوليو 1891، وتوفيت في 1975.

## وصلات خارجية
- روث براون على موقع الموسوعة البريطانية (الإنجليزية)